# Siełyczka
Siełyczka (ros. Селычка) – osiedle w Rosji, w Urmurcji, w rejonie jakszur-bodjińskim. W 2010 liczyło 778 mieszkańców.